# 도미우라역 (지바현)
도미우라역(일본어: 富浦駅, とみうらえき)은 일본 지바현 미나미보소시에 있는 동일본 여객철도의 철도역이다.

## 역 구조
섬식 1면 2선 구조의 지상역이다. 역사와 승강장은 과선교로 이어져 있다. 다테야마역이 관리하며, 역 업무는 JR 지바 철도 서비스가 대신 하고 있다. 간이 개찰기에서 스이카 및 제휴 교통카드의 사용이 가능하다.

### 승강장
| 1 | ■ 우치보 선 | 기미쓰 · 기사라즈 · 고이 · 소가 · 지바 방면 |
| 2 | ■ 우치보 선 | 다테야마 · 지쿠라 · 아와카모가와 방면       |

## 역세권 정보
- 미나미보소시청사 (구 도미우라 정사무소)
- 국도 제127호선

## 역사
- 1918년 8월 10일 - 일본국유철도의 역으로 개업했다.
- 1987년 4월 1일 - 민영화에 따라 동일본 여객철도의 소속이 되었다.
- 2009년 3월 14일 - 스이카의 사용이 가능해졌다.

## 인접역
| 동일본 여객철도 우치보 선 | 동일본 여객철도 우치보 선 | 동일본 여객철도 우치보 선      |
| ------------------------- | ------------------------- | ------------------------------ |
| 이와이 소가 방면          | ■ 우치보 선               | 나코후나카타 아와카모가와 방면 |